# Saut en longueur sans élan aux Jeux olympiques de 1904
Pour un article plus général, voir Athlétisme aux Jeux olympiques de 1904.
Navigation
Paris 1900 Londres 1908
L'épreuve du saut en longueur sans élan aux Jeux olympiques de 1904 s'est déroulée le 29 août 1904 au Francis Field à Saint-Louis aux États-Unis. Elle est remportée par l'Américain Ray Ewry.